# Checkpoint Bravo

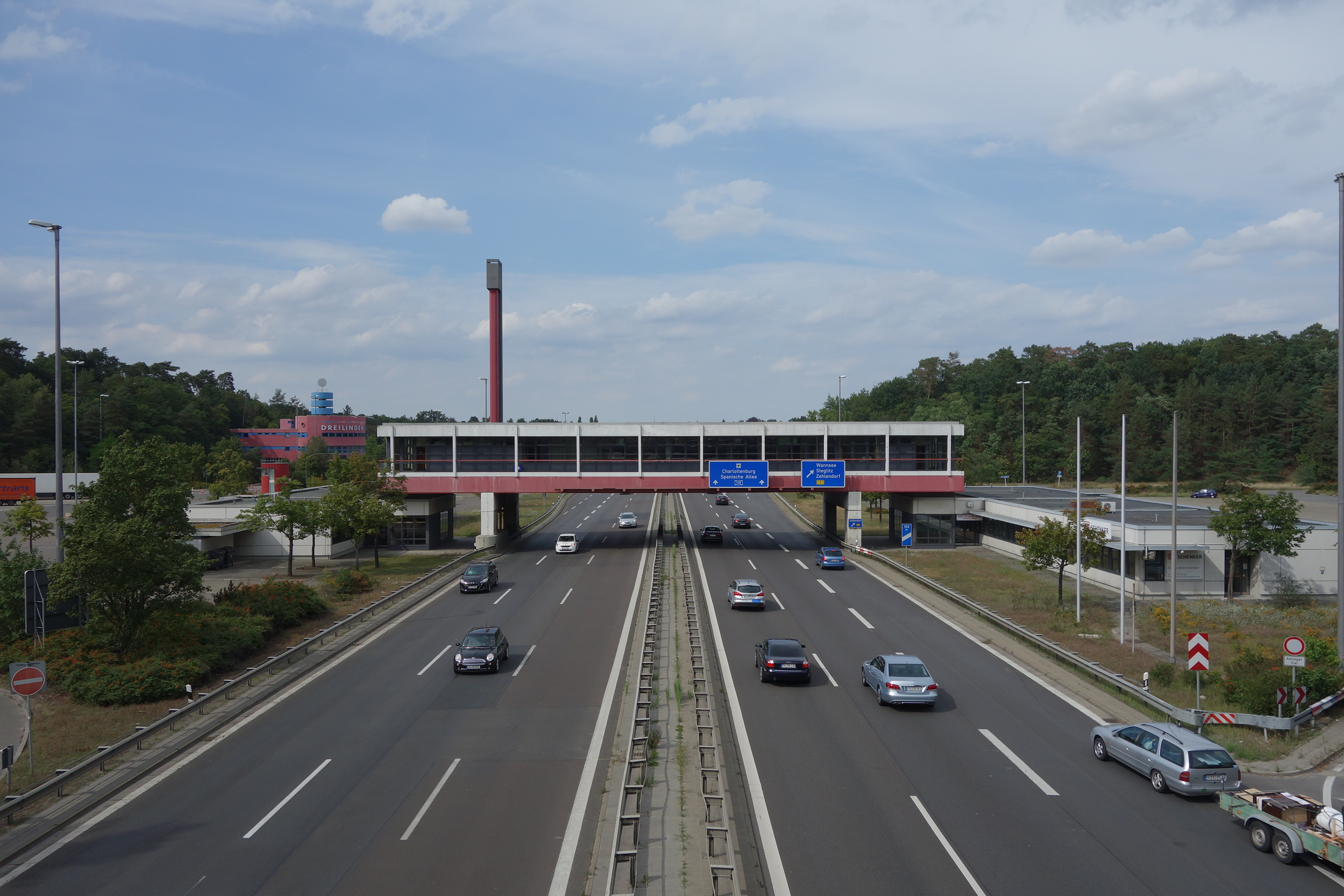
Vista dell'ex checkpoint nel 2016

Checkpoint Bravo era il nome di un punto di controllo posto all'ingresso del settore americano di Berlino, lungo l'autostrada per Potsdam.

## Geografia
Si trovava lungo l'attuale autostrada A 115, nel quartiere berlinese di Nikolassee a breve distanza dal confine cittadino.

## Storia
Il checkpoint era posto lungo il percorso più breve fra la Germania Ovest e Berlino Ovest; il secondo checkpoint che si incontrava lungo il tracciato, nel punto d'attraversamento del confine intertedesco, era denominato "Alpha" ed era posto nei pressi di Helmstedt.

## Dalla riunificazione tedesca
Il sito originale pre-1969 (zona di sosta, parcheggio adiacente e l'autostrada abbandonata) è stato utilizzato per le riprese della serie TV tedesca Squadra Speciale Cobra 11. Il sito stesso, che comprende un ponte abbandonato e un caffè coperto di graffiti, è stato venduto all'asta nel mese di settembre 2010 per 45 000 euro.

### Testi di approfondimento
- (DE) Jens Meier e Jocelyn Oth, Grenzübergang Dreilinden, in Adrian von Buttlar, Kerstin Wittmann-Englert e Gabi Dolff-Bonekämper (a cura di), Baukunst der Nachkriegsmoderne. Architekturführer Berlin 1949–1979, Berlino, Dietrich Reimer Verlag, 2013,  p. 274, ISBN 978-3-496-01486-7.